# Запуск (заповідне урочище)
За́пуск — заповідне урочище в Україні. Розташоване в межах Городоцької міської громади Хмельницького району Хмельницької області, за 3 км на південний схід від села Варівці.
Площа 5,7 га. Статус присвоєно згідно з рішенням сесії обласної ради народних депутатів від 17.12.1993 року № 3. Перебуває у віданні: ГСЛП «Горліс» Городоцького району. Статус присвоєно для збереження невеликого лісового масиву, що зростає на північно-західному схилі пагорба.